# Mordechaj Oren
Mordechaj Oren (hebrejsky מרדכי אורן‎; 16. března 1905 – 27. února 1985) byl čelný představitel izraelské levicové strany Mapam a kibucového hnutí ha-Kibuc ha-arci, který byl v roce 1951 zatčen v Československu pro obvinění ze špionáže, za níž byl v roce 1953 ve vykonstruovaném politickém procesu odsouzen k patnácti letům odnětí svobody.

## Biografie
Narodil se v haličském městečku Pidhajci v Rakousku-Uhersku (dnešní Ukrajina). V roce 1929 podnikl aliju do britské mandátní Palestiny, kde se usadil v Nes Cijoně a stal se členem levicového sionistického mládežnického hnutí ha-Šomer ha-ca'ir. V roce 1934 se přestěhoval do severoizraelského kibucu Mizra, kde (s výjimkou svého věznění v Československu) žil až do své smrti. V roce 1938 byl zvolen do vedení kibucu. V roce 1950 se stal zástupcem šéfredaktora deníku Al ha-mišmar strany Mapam a byl mimo jiné znám pro své radikálně socialistické názory.
Koncem roku 1951 Oren navštívil konferenci Světové odborové federace ve Východním Berlíně a mimo to se též zapojil do jednání o případných východoněmeckých kompenzacích obětem holocaustu. Během cesty zpět do Izraele se zastavil v Praze, kde se setkal se svými odborářskými přáteli. Než stačil opustit Československo, byl 31. prosince zadržen na československo-rakouské hranici, převezen k výslechu a uvězněn. V roce 1952 byl předvolán jako svědek obžaloby v Slánského procesu, vykonstruovaném politickém procesu s československými komunistickými (převážně židovskými) představiteli, v němž byl donucen vypovídat proti obžalovaným. Sám byl souzen a odsouzen k patnácti letům odnětí svobody jako „agent západního imperialismu a zrádce komunistického režimu“. Sionismus byl v procesu označen jako „špionážní síť západního imperialismu“. Slánského proces a Orenovo odsouzení vedlo ke schizmatu izraelské levice. Oren byl propuštěn v květnu 1956, kdy v Československu probíhalo období destalinizace. Kompletně rehabilitován byl v 60. letech.
V letech 1960 až 1964 působil v pozici generálního tajemníka Světového svazu strany Mapam.

## Dílo
- A Political Prisoner in Prague, 1956